# صموئيل برستون
صموئيل برستون (بالإنجليزية: Samuel Preston)‏ هو سياسي أمريكي، ولد في 1665، وتوفي في 10 سبتمبر 1743.